# Monako na Letnich Igrzyskach Olimpijskich 1960
Monako na Letnich Igrzyskach Olimpijskich 1960 w Rzymie reprezentowało 11 zawodników, wyłącznie mężczyzn. Najmłodszym olimpijczykiem był żeglarz Jean-Pierre Crovetto (18 lat 71 dni), a najstarszym strzelec Michel Ravarino (54 lata 230 dni).
Był to siódmy start reprezentacji Monako na letnich igrzyskach olimpijskich.

## Strzelectwo
Mężczyźni
| Konkurencja                             | Zawodnik          | Eliminacje  | Eliminacje | Finał           | Finał           |
| Konkurencja                             | Zawodnik          | Wynik       | Miejsce    | Wynik           | Miejsce         |
| --------------------------------------- | ----------------- | ----------- | ---------- | --------------- | --------------- |
| Karabin małokalibrowy leżąc 50 m        | Pierre Marsan     | 387 punktów | 25.        | 569 punktów     | 48.             |
| Karabin małokalibrowy leżąc 50 m        | Michel Ravarino   | 367 punkty  | 77.        | → Nie awansował | → Nie awansował |
| Karabin małokalibrowy trzy postawy 50 m | Gilbert Scorsolio | 516 punktów | 61.        | → Nie awansował | → Nie awansował |
| Karabin małokalibrowy trzy postawy 50 m | Francis Boisson   | 504 punkty  | 67.        | → Nie awansował | → Nie awansował |
| Trap 50 m                               | Francis Bonafede  | -           | AC         | → Nie awansował | → Nie awansował |
| Trap 50 m                               | Marcel Rué        | -           | AC         | → Nie awansował | → Nie awansował |

## Szermierka
Mężczyźni
| Konkurencja          | Zawodnik       | Eliminacje                                                                                         | Ćwierćfinały    | Półfinały       | Finał           |
| -------------------- | -------------- | -------------------------------------------------------------------------------------------------- | --------------- | --------------- | --------------- |
| Floret indywidualnie | Gilbert Orengo | Göran Abrahamsson P Jesús Díez W Luis García W Gene Glazer P Janusz Różycki P                      | → Nie awansował | → Nie awansował | → Nie awansował |
| Floret indywidualnie | Henri Bini     | Bill Hoskyns P Mihály Fülöp P Joaquín Moya P William Fajardo P Raoul Barouch W                     | → Nie awansował | → Nie awansował | → Nie awansował |
| Szpada indywidualnie | Gilbert Orengo | Allan Jay P Dieter Fänger P Berndt-Otto Rehbinder P Ali Annabi P Abelardo Menéndez W Jaime Duque W | → Nie awansował | → Nie awansował | → Nie awansował |
| Szpada indywidualnie | Henri Bini     | Arnold Chernushevich P José Fernandes P Georg Neuber P Max Dwinger P Sonosuke Fujimaki P           | → Nie awansował | → Nie awansował | → Nie awansował |

## Żeglarstwo
| Konkurencja  | Zawodnik                                           | Wyścig I | Wyścig I | Wyścig II | Wyścig II | Wyścig III | Wyścig III | Wyścig IV | Wyścig IV | Wyścig V | Wyścig V | Wyścig VI | Wyścig VI | Wyścig VII | Wyścig VII | Klasyfikacja końcowa | Klasyfikacja końcowa |
| Konkurencja  | Zawodnik                                           | Czas     | Miejsce  | Czas      | Miejsce   | Czas       | Miejsce    | Czas      | Miejsce   | Czas     | Miejsce  | Czas      | Miejsce   | Czas       | Miejsce    | Punkty               | Miejsce              |
| ------------ | -------------------------------------------------- | -------- | -------- | --------- | --------- | ---------- | ---------- | --------- | --------- | -------- | -------- | --------- | --------- | ---------- | ---------- | -------------------- | -------------------- |
| Klasa Dragon | Jules Soccal Gérard Battaglia Jean-Pierre Crovetto | 3-40:30  | 14.      | 2-12:14   | 22.       | 3-02:34    | 24.        | 3-18:15   | 23.       | 2-43:21  | 24.      | 2-38:14   | 22.       | 2-44:36    | 22.        | 1279 punktów         | 23.                  |